# Peter DeLuise

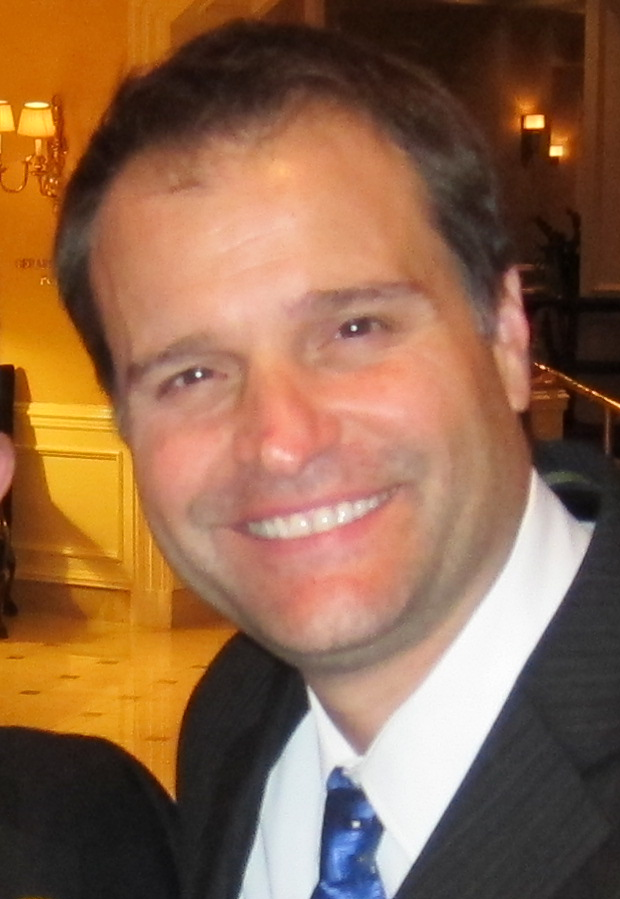
Peter DeLuise (2004)

Peter DeLuise (* 6. November 1966 in New York, New York) ist ein US-amerikanischer Schauspieler, Produzent und Regisseur.

## Leben
Peter DeLuise ist der Sohn des Schauspielers Dom DeLuise und dessen Frau, der Schauspielerin Carol Arthur. Seine Karriere als Schauspieler begann DeLuise mit der Fernsehserie 21 Jump Street – Tatort Klassenzimmer, in der er die Rolle des Officers Doug Penhall spielte, die ihn bekannt machte.
DeLuise ist auch als Film- und Fernsehregisseur tätig. So inszenierte er 2009 den Fernsehfilm Robin Hood: Beyond Sherwood Forest und war bei der Serie Stargate SG-1 für mehr als 50 Folgen verantwortlich, bei einigen auch als Drehbuchautor. Bereits bei 21 Jump Street – Tatort Klassenzimmer führte er bei einigen Episoden erstmals Regie, später auch bei Stargate Atlantis und Stargate Universe. Sein diesbezügliches Schaffen umfasst mehr als 50 Produktionen. Hinzu kommen Aktivitäten in verschiedenen Produzentenpositionen.
Nach 21 Jump Street – Tatort Klassenzimmer war er unter anderem in der Science-Fiction-Serie SeaQuest DSV zu sehen und hatte Gastauftritte in zahlreichen Serien wie Friends und Andromeda. In der SciFi Webserie Sanctuary – Wächter der Kreaturen hatte er einen Gastauftritt als „Ernie Watts“ und war in der dritten Staffel von Supernatural als FBI Deputy Director Steven Groves zu sehen. Sein schauspielerisches Schaffen umfasst mehr als 50 Film- und Fernsehrollen.
Von 1988 bis 1992 war DeLuise mit seiner Jugendliebe Gina Nemo verheiratet, sie hatte in Staffel 2 und 3 eine kleine wiederkehrende Gastrolle in 21 Jump Street, als Freundin von Doug Penhall (gespielt von DeLuise).
DeLuise ist zum zweiten Mal verheiratet, seine jetzige Frau ist Anne Marie Loder, die ebenfalls im Showgeschäft tätig ist. Sie haben ein gemeinsames Kind. Auch DeLuises jüngere Brüder Michael und David sind als Schauspieler tätig.

## Filmografie (Auswahl)

### Schauspieler
- 1985: Creeps – Eine unheimliche Geisternacht (The Midnight Hour)
- 1986: Solarfighters (Solarbabies)
- 1987: Cross Riders – Teufelskerle auf heißen Maschinen (Winners Take All)
- 1987–1990: 21 Jump Street – Tatort Klassenzimmer (21 Jump Street, Fernsehserie, 88 Episoden)
- 1989: Die große Herausforderung (Listen to Me)
- 1991: Children of the Night
- 1991: Street Hunter – Eine gnadenlose Jagd (Rescue Me)
- 1992: Highlander (Fernsehserie, Episode 1x02)
- 1994: Das Schweigen der Hammel (Il silenzio dei prosciutti)
- 1994–1996: seaQuest DSV (Fernsehserie, 35 Episoden)
- 2005: Bloodsuckers (Fernsehfilm)
- 2008: Yeti – Das Schneemonster (Yeti: Curse of the Snow Demon)
- 2008: Supernatural (Fernsehserie, Episode 3x12)
- 2009: Smile of April
- 2012: 21 Jump Street
- 2014: Recipe for Love (Fernsehfilm)
- 2016: R.L. Stine – Die Nacht im Geisterhaus (Mostly Ghostly 3: One Night in Doom House)
- 2019: All Summer Long (Fernsehfilm)

### Regisseur
- 1990–1991: 21 Jump Street – Tatort Klassenzimmer (21 Jump Street, Fernsehserie, 3 Episoden)
- 1996: Palm Beach-Duo (Silk Stalkings, Fernsehserie, 2 Episoden)
- 1998–1999: Das Netz – Todesfalle Internet (The Net, Fernsehserie, 2 Episoden)
- 1999: Southern Heart
- 1999–2007: Stargate – Kommando SG-1 (Stargate SG-1, Fernsehserie, 56 Episoden)
- 2000: Higher Ground (Fernsehserie, 4 Episoden)
- 2000–2001: V.I.P. – Die Bodyguards (V.I.P., Fernsehserie, 3 Episoden)
- 2002: Romantic Comedy 101 (Fernsehfilm)
- 2002: Jeremiah – Krieger des Donners (Jeremiah, Fernsehserie, 2 Episoden)
- 2003–2005: Andromeda (Fernsehserie, 8 Episoden)
- 2004–2006: Stargate Atlantis (Fernsehserie, 6 Episoden)
- 2008–2009: Kyle XY (Fernsehserie, 4 Episoden)
- 2008–2011: Sanctuary – Wächter der Kreaturen (Sanctuary, Fernsehserie, 4 Episoden)
- 2009: Robin Hood: Beyond Sherwood Forest (Beyond Sherwood Forest, Fernsehfilm)
- 2009–2011: Stargate Universe (Fernsehserie, 7 Episoden)
- 2010: Der 16. Wunsch (16 Wishes, Fernsehfilm)
- 2011–2012: R. L. Stine’s The Haunting Hour (Fernsehserie, 13 Episoden)
- 2012–2013: Level Up (Fernsehserie, 10 Episoden)
- 2013: Garage Sale Mystery (Fernsehfilm)
- 2014: Ferngesteuert (Zapped, Fernsehfilm)
- 2015: All That Glitters (Fernsehfilm)
- 2015: All of My Heart (Fernsehfilm)
- 2015: The Deadly Room (Fernsehfilm)
- 2015: The Wedding Dress (Fernsehfilm)
- 2015: R.L. Stine – Geisterstadt: Kabinett des Schreckens (R.L. Stine’s Monsterville: The Cabinet of Souls)
- 2015: Harvest Moon (Fernsehfilm)
- 2016: Leiche im Keller (Guilty Until Proven Innocent, Fernsehfilm)
- 2016: Chesapeake Shores (Fernsehserie, 2 Episoden)
- seit 2016: Janette Oke: Die Coal Valley Saga (When Calls the Heart, Fernsehserie)
- 2017: The Birthday Wish (Fernsehfilm)
- 2017: Darrow & Darrow (Fernsehfilm)
- 2017–2018: Shadowhunters (Fernsehserie, 2 Episoden)
- 2018: Wedding March 4: Something Old, Something New (Fernsehfilm)
- 2018: Falling for You – Ein Kuchen für zwei (Falling for You, Fernsehfilm)
- 2019: SnowComing (Fernsehfilm)
- 2019: A Brush with Love (Fernsehfilm)
- 2019: A Taste of Summer (Fernsehfilm)
- 2019: All Summer Long (Fernsehfilm)
- 2020: Love Under the Olive Tree (Fernsehfilm)
- 2022: Hanukkah on Rye – Liebe auf Rezept (Hanukkah on Rye, Fernsehfilm)
- 2023: The Wedding Contract (Fernsehfilm)